# Harmanda
Harmanda – rodzaj kosarzy z podrzędu Eupnoi i rodziny Sclerosomatidae.

## Występowanie
Przedstawiciele rodzaju zamieszkują głównie rejon Himalajów. Pojedynczy gatunek wykazany został z Singapuru.

## Systematyka
Opisano dotąd 15 gatunków kosarzy z tego rodzaju:
- Harmanda aenescens (Roewer, 1911)
- Harmanda albipunctata (Roewer, 1915)
- Harmanda annulata (Roewer, 1911)
- Harmanda arunensis J. Martens, 1987
- Harmanda beroni J. Martens, 1987
- Harmanda corrugata J. Martens, 1987
- Harmanda elegantulus (Roewer, 1955)
- Harmanda instructa Roewer, 1910
- Harmanda khumbua J. Martens, 1987
- Harmanda latephippiata J. Martens, 1987
- Harmanda lineata (Roewer, 1911)
- Harmanda medioimmicans J. Martens, 1987
- Harmanda nigrolineata J. Martens, 1987
- Harmanda trimaculata Suzuki, 1977
- Harmanda triseriata Roewer, 1923